# アジア成長研究所
公益財団法人アジア成長研究所（アジアせいちょうけんきゅうしょ、英文名称:Asian Growth Research Institute、略称：AGI）は、福岡県北九州市に所在し、アジアの経済・社会に関する調査研究、市民向け講座「成長戦略フォーラム」、国内外の研究機関・教育機関との連携などを実施している公益法人の研究機関。
2014年10月1日、それまでの公益財団法人国際東アジア研究センター（こくさいひがしアジアけんきゅうセンター、英文名称:The International Centre for the Study of East Asian Development,Kitakyushu、略称：ICSEAD）から名称が変更された。

## 概要
1989年9月1日設立、元文部科学省所管の財団法人（基本財産937,352千円）。2012年度より公益認定（内閣府所管）。アジアの発展に関わる問題への知識と理解を深めることに貢献し、国際的な学術交流を促進することにより、学術研究の発展に寄与し、国際社会及び地域社会に貢献することを基本理念とする。2022年7月現在、理事長・八田達夫、所長（理事）・戴二彪。なお、3代目理事長・末吉興一（前北九州市長）は名誉理事長。

## 歴代理事長
- 初代 田中健藏（任期：1990年1月 - 2005年6月）
- 2代目 鎌田迪貞（任期：2005年6月 - 2009年6月）
- 3代目 末吉興一（任期：2009年6月 - 2018年6月）
- 4代目 八田達夫（任期：2018年6月 - 現在)

## 歴代所長
- 初代 磯村英一（任期：1989年9月 - 1995年6月）
- 2代目 市村真一（任期：1995年7月 - 2002年3月）
- 3代目 山下彰一（任期：2002年4月 - 2009年3月）
- 4代目 谷村秀彦（任期：2009年4月 - 2013年6月）
- 5代目 八田達夫（任期：2013年7月 - 2022年6月）
- 6代目 戴二彪（任期：2022年7月 - 現在）

## 歴代副所長
- 勝原健
- チャールズ・ユウジ・ホリオカ

## 所在地
- 福岡県北九州市小倉北区大手町11-4 北九州市大手町ビル（ムーブ）6・7階

## 出版物
- 研究叢書
- 研究叢書第1巻 市村眞一著・長尾信吾訳（2003） 『日本とアジア発展の政治経済学』（Political Economy of Japanese and Asian Development） 東京:創文社、2003年10月発行、410頁（ISBN 4-423-89731-8）
- 研究叢書第2巻 王慧炯・市村眞一編（2004） 『中国経済の地域間産業連関分析』（Interregional Input-Output Analysis of the Chinese Economy） 東京:創文社、2004年2月発行、210頁（ISBN 4-423-89732-6）
- 研究叢書第3巻 市村眞一監修・Ch.フィンドレー・R.ファレル（大鹿隆訳）・吉松秀孝・劉源張著（2004） 『アジアの自動車産業と中国の挑戦Automobile Industry in Asia and China’s Challenge） 東京:創文社、2005年6月発行、412頁（ISBN 4-423-89733-4）
- 研究叢書第4巻 ローレンス.R.クライン・市村眞一編（2006） 『中国の計量経済学モデル』（Econometric Modeling of China） 東京:創文社、2006年3月発行、343頁（ISBN 4-423-89734-2）
- 研究叢書第5巻 利博友・E.D.ラムステッター・O. モヴシュク編（2007） 『東アジアにおける鉄鋼産業の構造変化』（Restructuring of the Steel Industry in Northeast Asia） 東京:創文社、2007年3月発行、203頁（ISBN 4-423-89735-0）
- 研究叢書第6巻 山下彰一・S.ユスフ編（2008） 『躍進するアジアの産業クラスターと日本の課題』（Growing Industrial Clusters in Asia and Lesson for Japan） 東京:創文社、2004年2月発行、2008年3月発行、309頁（ISBN 4-423-89732-6）
- 研究叢書第7巻 ナズール.イスラム・小島麗逸編（2009） 『中国の再興と抱える課題』（Resurgent China:Issues for the Future） 東京:勁草書房、2009年3月発行、370頁（ISBN 4-326-50319-X）
- 研究叢書第8巻 藤田昌久監修・山下彰一・亀山嘉大編（2009）『産業クラスターと地域経営戦略』（Industrial Cluster and Regional Management Strategy） 東京:多賀出版、2009年3月発行、280頁（ISBN 4-8115-7471-0）
- 研究叢書第9巻 戴二彪著（2012） 『新移民と中国の経済発展－頭脳流出から頭脳循環へ-』（The New Chinese Immigrants and China’s Economic Development:From Brain Drain to Brain Circulation） 東京:創文社、2012年8月発行、246頁（ISBN 978-4-8115-7731-9）

- 新書（主に研究者を対象とした研究叢書と異なり、研究者や学生はもちろん、広く企業や行政の実務家の皆様にも研究成果を分かりやすく伝えするために発行したもの）
- 『シームレス物流が切り開く東アジア新時代 -九州・山口の新成長戦略-』（藤原利久・江本伸哉著、西日本新聞社、2013年、ISBN 978-4-8167-0867-1）